# 小行星9350
小行星9350（英語：9350 Waseda）是一颗围绕太阳公转的小行星。1991年10月13日，平沢正規、鈴木正平在Nyukasa发现了此天体，以早稻田大學（Waseda）命名。
这颗小行星的绝对星等为219.51023等。